# Semiretta

Retta, semiretta e segmento

In geometria, la semiretta è l'insieme formato da un punto su una retta data e una delle due parti in cui tale retta viene divisa dal punto.
Una definizione formale è la seguente: dati due punti O e P esiste una retta r che li contiene, la semiretta definita da O e P è l'insieme dei punti della retta r compresi tra O e P (inclusi gli stessi punti O e P) e dei punti di r tali che P è compreso tra O e il punto considerato. Il punto O è detto punto d'origine della semiretta. Ogni semiretta è univocamente determinata dall'origine e da un qualunque suo altro punto. Preso un punto Q della retta r tale che O è compreso tra P e Q, si ha che O e Q definiscono un'altra semiretta detta semiretta opposta a r.
Nel caso di un punto su una retta orientata è possibile dare la seguente definizione di semiretta: fissato un punto O su una retta orientata, si chiama semiretta il sottoinsieme della retta formato dal punto O e da tutti quelli che lo seguono (oppure che lo precedono, per ottenere la semiretta opposta).

## Spazi vettoriali

Semiretta

Esiste una definizione più generale di semiretta valida in spazi vettoriali:
Sia {\displaystyle V} uno spazio vettoriale su un campo ordinato. Preso vettore non nullo {\displaystyle v\in V}, una semiretta uscente dall'origine s è l'insieme dei multipli positivi di {\displaystyle v} più l'origine.
Una semiretta è invece un qualunque insieme che sia il traslato (secondo un qualunque vettore {\displaystyle u\in V}) di una semiretta uscente dall'origine.